# 阿道夫行動
阿道夫行动是法国军队在第一次印度支那战争期间进行的军事行动，开始于1953年4月。使行动为该年春季的最后一次军事行动。